# Drauffelt
Drauffelt (franska) (luxemburgiska: Draufelt lyssna (fil), tyska: Drauffelt) är en ort i kantonen Clervaux i norra Luxemburg. Den ligger i kommunen Clervaux vid floden Clerve, cirka 46 kilometer norr om staden Luxemburg. Orten har 245 invånare (2022).
Orten tillhörde före den 5 december 2011 kommunen Munshausen.